# Edward Greene Malbone
Edward Greene Malbone, né en août 1777 à Newport au Rhode Island (États-Unis) et mort le 7 mai 1807 à Savannah en Géorgie (États-Unis) est un peintre américain dont la réputation repose essentiellement sur des portraits miniatures.

## Biographie
Originaire de Newport (Rhode Island) il déménage, en 1792, à Providence où il a du succès avec ses miniatures. Il  travaille ensuite à  à Boston, New York, Philadelphie et Charleston. Au printemps 1801, il part à Londres, avec son ami Washington Allston. IL rencontre Benjamin West. Six mois plus tard Malbone revient à Charleston. À la fin de 1805 la santé de Malbone se détériore. Il part à la Jamaïque en novembre 1806, mais ne s’y adapte pas et, en janvier 1807 , il habite dans la  maison de son cousin Robert Mackay à Savannah. il y est mort de la tuberculose, le 7 mai 1807, à l'âge de vingt-neuf ans.

## Œuvres
Pour presque toutes ses œuvres Malbone peint sur ivoire en utilisant une peinture presque transparente : « il commençait par poser un léger lavis couleur chair puis élaborait les modèles au moyen de fines lignes ».
- Art Institute of Chicago
  - Man of the Hunter Family, 1803
- Metropolitan Museum of Art, New York
  - Mrs. James Lowndes (Catherine Osborn) 1801
  - Nathaniel Pearce, 1795
  - Samuel Denman
  - Susan Poinsett, 1802
  - George Bethune, 1800
  - Robert Macomb, 1806
- National Gallery of Art, Washington
  - Maria Miles Heyward (1784-1862), 1801
- Philadelphia Museum of Art
  - Portrait deCaroline Fenno, 1802
  - Portrait du General Anne-Louis de Tousard (1749-1817), 1800-1805
- Museum of Fine Arts, Boston
  - Landscape with a Cliff and an Island (dessin)
  - Portrait de jeune homme (dessin)
- Autres musées américains possédant des miniatures ; Cleveland Museum of Art, Ohio ; Gibbes Museum of Art, Charleston, Caroline du Sud ; National Museum of American Jewish History, Philadelphie, Pennsylvanie ; San Diego Museum of Art, Californie ;  Telfair Museums, Savannah, Géorgie ; The Walters Art Museum, Maryland.

### Galerie

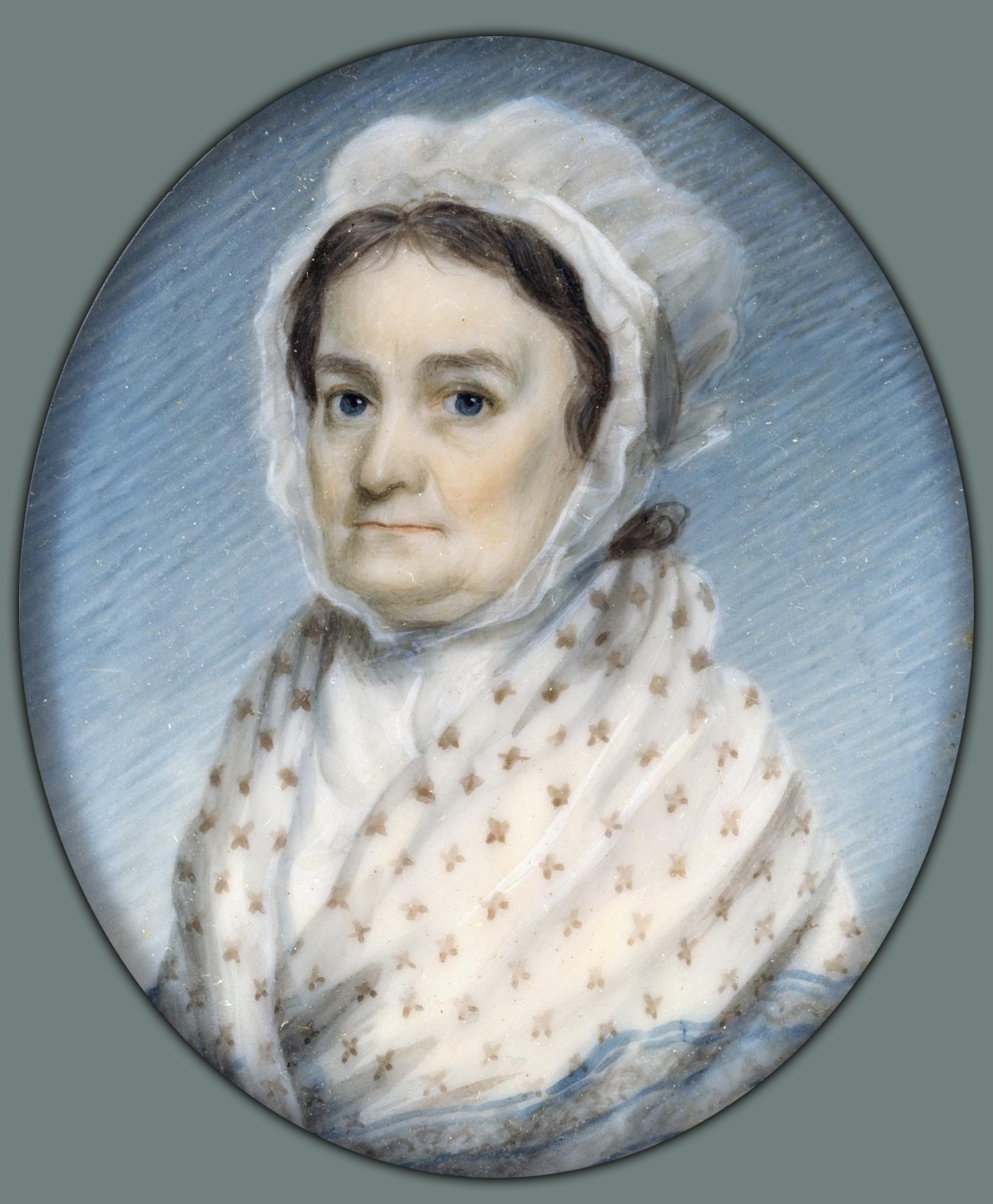
Mary Gould Almy, Musée des beaux-arts de Houston
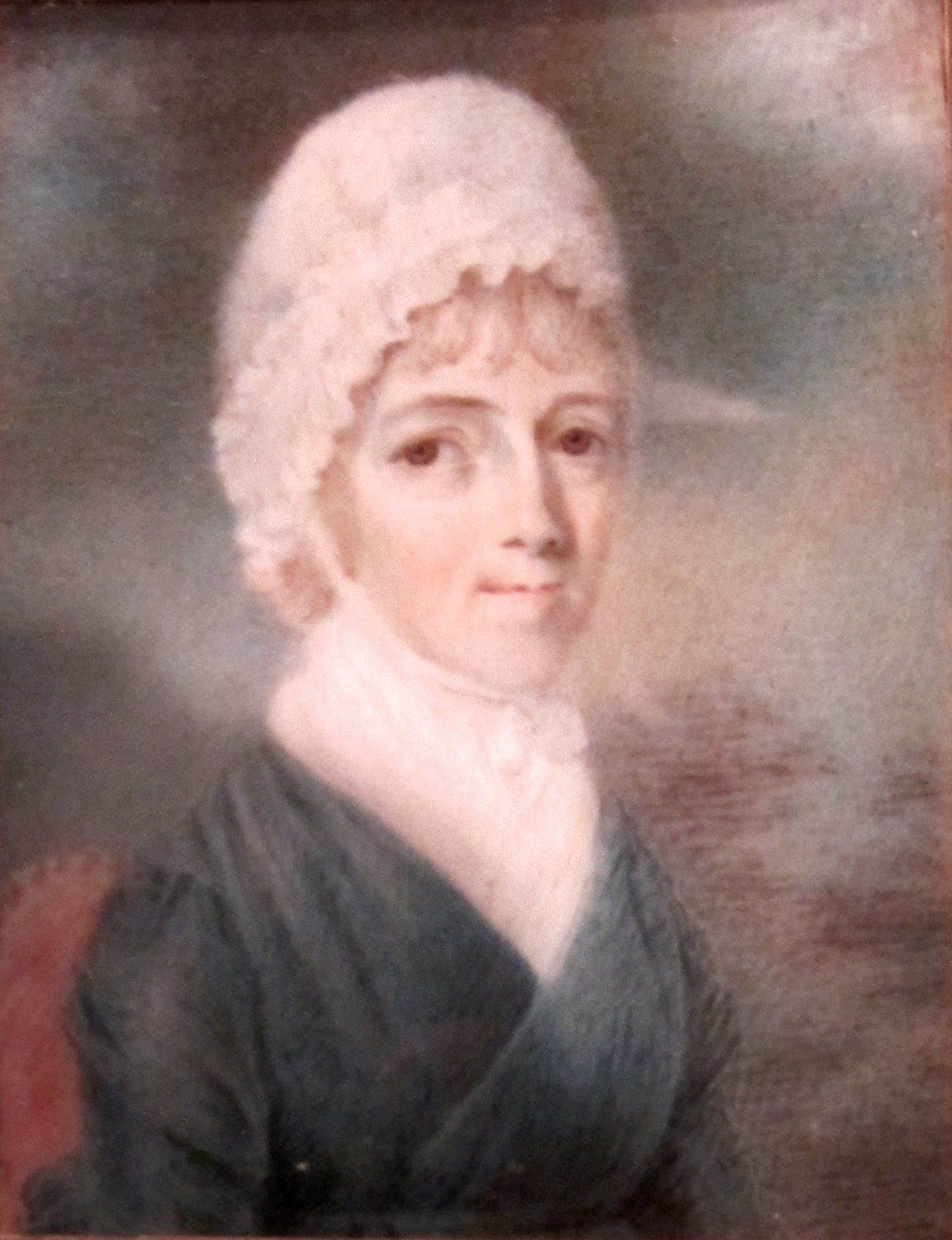
Portrait de Joyce Mers Myers, 1803, National Museum of American Jewish History (en)
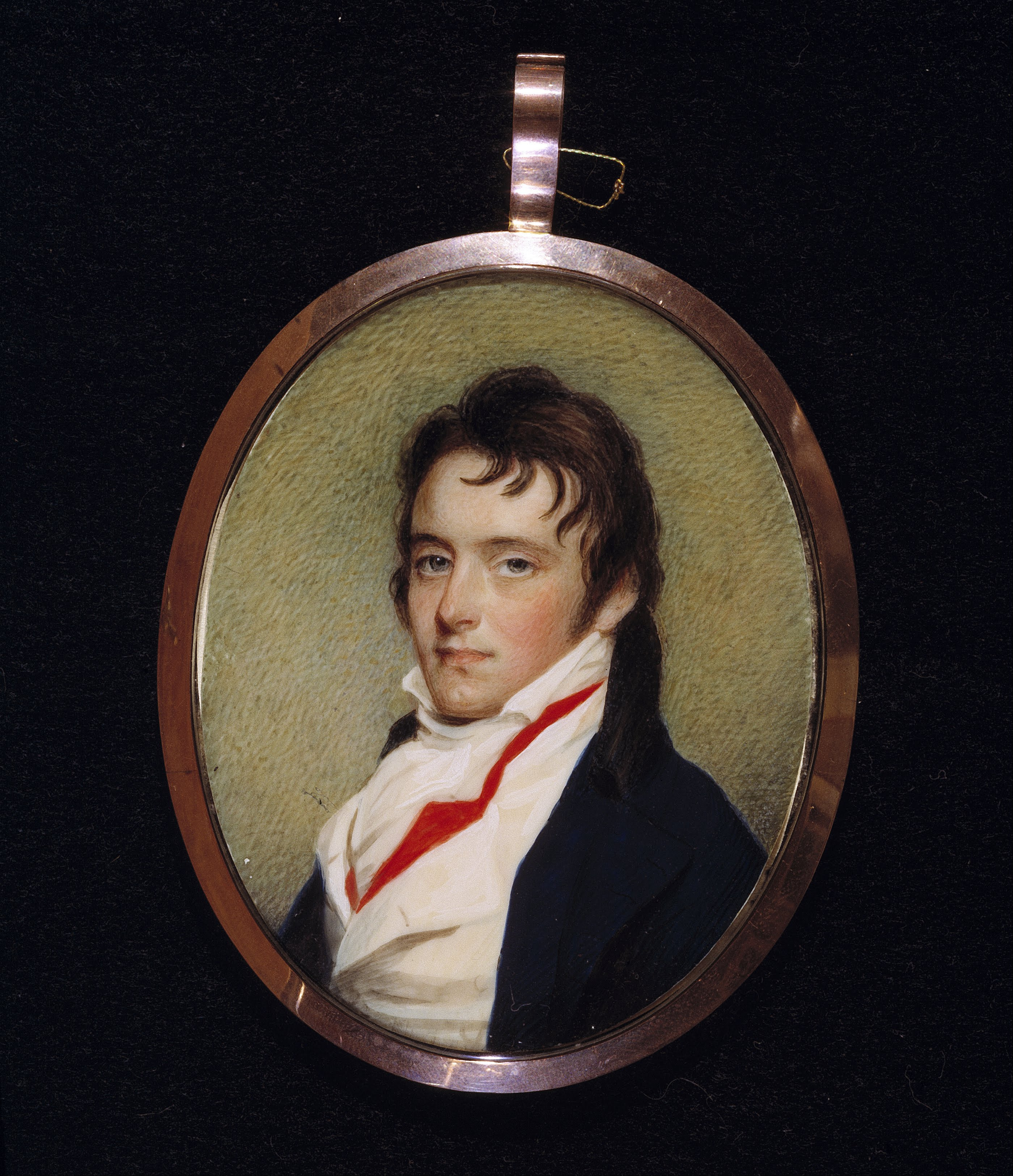
Colonel Thomas Pinckney, Jr, 1801, Gibbes Museum of Art
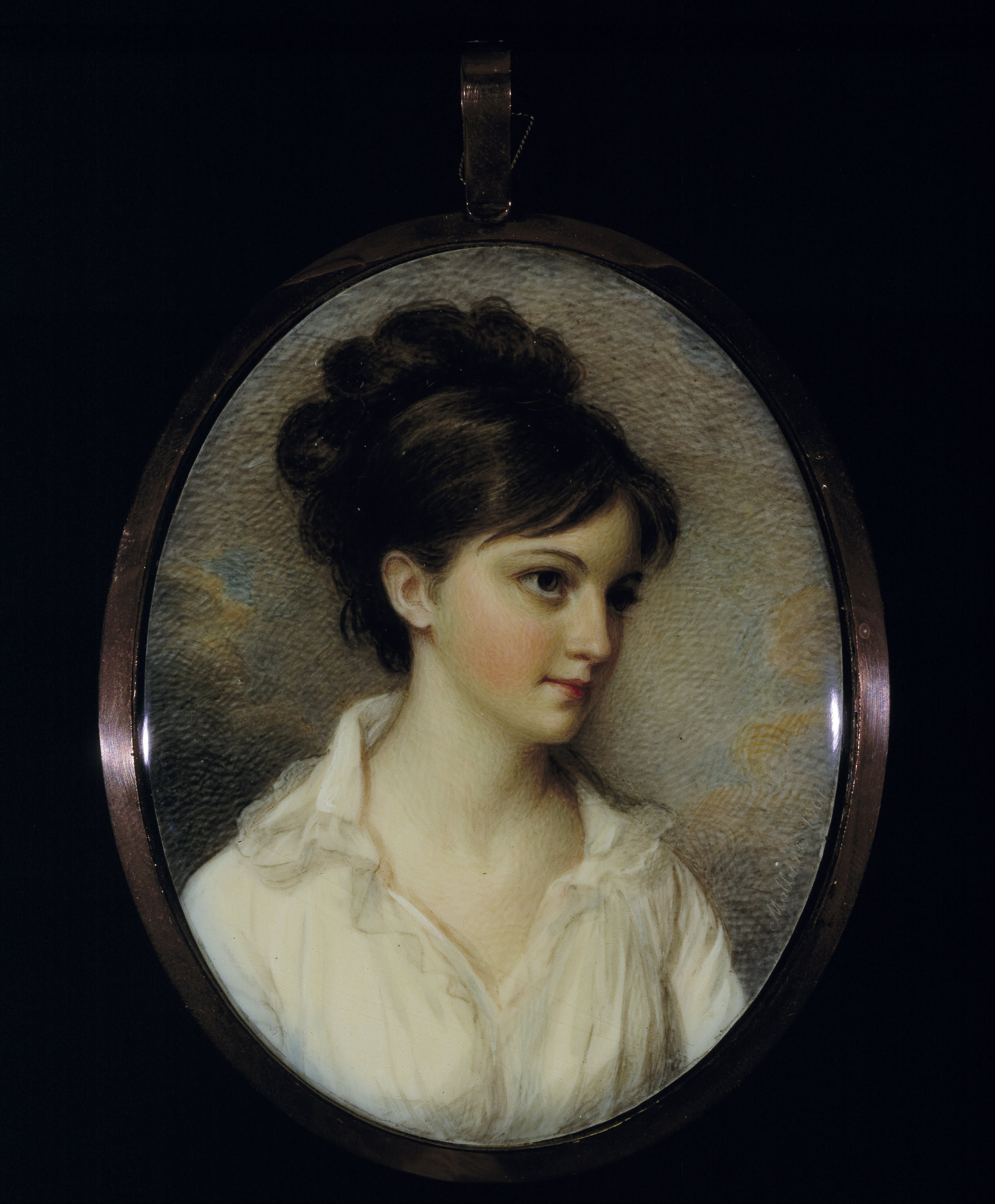
Eliza Izard (Mrs. Thomas Pinckney, Jr.) 1801, Gibbes Museum of Art
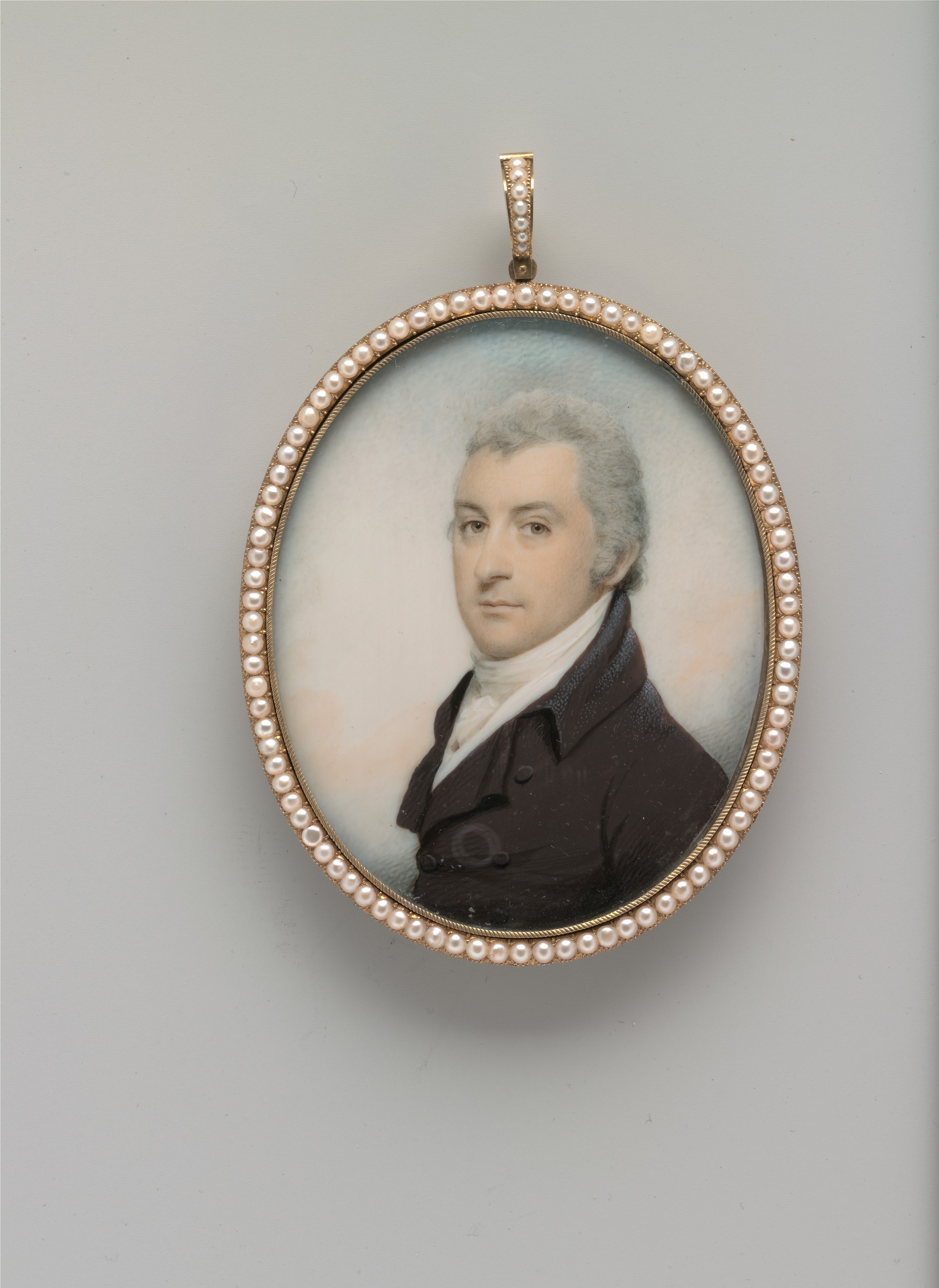
George Bethune,1800, Metropolitan Museum of Art